# يانكيل ليون
يانكيل ليون (مواليد 26 أبريل 1982) هو ملاكم كوبي، مثّل بلاده في الألعاب الأولمبية الصيفية 2008.

## روابط خارجية
يانكيل ليون على موقع بوكس ريك (الإنجليزية) (registration required)
- يانكيل ليون على موقع أوليمبيديا (الإنجليزية)